# 메건 리비 (영화)
《메건 리비》(영어: Megan Leavey, 혹은 영어: Rex)는 2017년 미국의 전기 드라마 영화이다. 개브리엘라 카우퍼스웨이트 감독의 데뷔작이다. 전직 해병대 메건 리비와 군견 렉스에 관한 실화를 기반으로 한다. 배우 케이트 메라가 메건 리비 역을 연기했다.
미국에서 2017년 6월 9일에 개봉하였으며, 대체로 긍정 평가를 받았다.

## 출연
- 케이트 메라 - 메건 리비 상병 역
- 라몬 로드리게스 - 맷 모랄레스 상병 역
- 톰 펠턴 - 앤드루 딘 병장 역
- 브래들리 휫퍼드 - 밥 리비 역
- 윌 패튼 - 짐 리비 역
- 파커 소여스 - 해군 위생병 역
- 코먼 - 마틴 1등 중사 역
- 이디 팰코 - 재키 역
- 댐슨 이드리스 - 마이클 포먼 대위 역
- 앨릭스 해프너 - 샌더스 병장 역(크레디트 미기재)
- 메건 리비